# أولا يلبكه
أورسولا «أولا» يلبكه (بالألمانية: Ursula "Ulla" Jelpke) (مواليد 9 يونيو 1951) هي صحفية وسياسية ألمانية. يلبكه هي عضوة في البوندستاغ الألماني حيث تعمل كمتحدثة باسم الشؤون الداخلية لحزب اليسار وتمثل الحزب في لجنة الشؤون الداخلية ولجنة الشؤون القانونية.
باعتبارها مصففة شعر وبائعة كتب، حصلت يلبكه لاحقًا على شهادة الدراسة الثانوية ودرست علم الاجتماع والاقتصاد. كانت قد ترأست مكتب الشؤون الداخلية في صحيفة Junge Welt في برلين من عام 2002 حتى عام 2005. تعمل منذ عام 2003 كمحررة مشاركة لمجلة أوسيتزكي.
كانت يلبكه عضوًا في برلمان هامبورغ في قائمة الخضر البديل مرتين بين عامي 1981 و1989. بدءً من عام 1990، كانت عضوًا في البوندستاغ الألماني خلال الدورات الثانية عشرة إلى الرابعة عشر والسادسة عشر والسابعة عشر على التوالي.

## روابط خارجية
- الصفحة الرئيسية الشخصية (الألمانية)
- البوندستاغ الصفحة الرئيسية (الألمانية)